# Diheteropogon amplectens
Diheteropogon amplectens är en gräsart som först beskrevs av Christian Gottfried Daniel Nees von Esenbeck, och fick sitt nu gällande namn av Clayton. Diheteropogon amplectens ingår i släktet Diheteropogon och familjen gräs. Utöver nominatformen finns också underarten D. a. catangensis.